# Roques d'en Joan
Les Roques d'en Joan és una muntanya de 840 metres que es troba al municipi de Sant Hilari Sacalm, a la comarca de la Selva.